# Elamena gracilis
Elamena gracilis is een krabbensoort uit de familie van de Hymenosomatidae. De wetenschappelijke naam van de soort is voor het eerst geldig gepubliceerd in 1903 door Borradaile.